# Manolo Blahnik
Manuel „Manolo” Blahnik Rodríguez (ur. 28 listopada 1942 w Santa Cruz de La Palma) – hiszpański projektant mody pochodzenia czeskiego; projektant butów dla kobiet i twórca marki Manolo Blahnik.

## Życiorys
Manuel Blahnik Rodríguez urodził się na Wyspach Kanaryjskich i wychowywał się z siostrą na plantacji bananów. Jego ojciec z pochodzenia był Czechem, a mama Hiszpanką. Kobieta nauczyła się tworzenia butów z dostępnych materiałów podczas trwania II wojny światowej.
W 1968 roku Manuel przeprowadził się do Paryża, aby rozpocząć swoją karierę, jako projektant. Cztery lata później powstała jego pierwsza kolekcja butów, a w 1973 roku otworzył własny butik Zapata w Londynie. Jedną z najbardziej znanych klientek była Bianca Jagger w czasach działania Studia 54. Inne gwiazdy noszące jego buty to m.in. Anjelica Huston, Madonna.
Buty jego projektu pojawiły się m.in. w serialu Seks w wielkim mieście. Sofia Coppola również wykorzystała buty zaprojektowane przez Blahnika w swoim filmie Maria Antonina.
W roku 2010 na rynku pojawiły się buty projektanta noszące nazwy trzech polskich miast: Poznania, Łodzi oraz Suwałk.